# 安东尼奥·纳瓦 (篮球运动员)
安东尼奥·纳瓦（西班牙語：Antonio Nava，1948年8月5日—），生于马德里，西班牙前男子篮球运动员。他曾代表西班牙国家队参加1968年夏季奥林匹克运动会篮球比赛，获得第七名。